# Evert Johannes Nyström
Evert Johannes Nyström (Värtsilä, 25 de setembro de 1895 — Helsinque, 13 de fevereiro de 1960) foi um matemático finlandês, professor da Universidade de Tecnologia de Helsinque.
Evert Johannes Nyström estudou na Universidade de Helsinque, onde completou seu mestrado em 1921 e o doutorado em 1926, orientado por Ernst Leonard Lindelöf, com a tese Über die numerische Integration von Differentialgleichungen.  Nyström trabalhou como professor de matemática daUniversidade de Tecnologia de Helsinque (1929-1937), professor de geometria descritiva e de projeto (1937-1944) e professor de matemática aplicada (1944-1960).

## Publicações selecionadas
- Deskriptiivinen geometria (Ulrich Grafin teoksesta Darstellende Geometrie muokattu ja laajennettu). Otava 1940, 2. painos 1945.
- Graafinen esitys ja nomografia. Otava 1942.
- Perspektiivioppi – Perspektivlära. Teknillinen korkeakoulu 1946.
- Korkeamman geometrian alkeet sovellutuksineen. Otava 1948.